# Rada miejska miasta i gminy Serock
Rada miejska miasta i gminy Serock to organ stanowiący i kontrolny miasta i gminy Serock powstały w 1990, jego pierwsze posiedzenie miało miejsce 29 czerwca 1990 roku.

## Komisje i ich prerogatywy
- Komisja Rewizyjna – Odpowiada za kontrolowanie działalności rady i burmistrza, głównie w zakresie gospodarowania mieniem oraz wykonania budżetu. Na czele tej komisji stoi przewodnicząca Mirosława Beli, a jej zastępcą jest Dominik Krzykowski.
- Komisja Skarg, Wniosków i Petycji – Zajmuje się rozpatrywaniem skarg na działalność burmistrza oraz innych jednostek organizacyjnych, a także analizą wniosków i petycji składanych przez mieszkańców. Przewodniczącą tej komisji jest Bożena Kalinowska, a jej zastępcą Sławomir Czerwiński.
- Komisja Rolnictwa, Ochrony Środowiska i Gospodarki Przestrzennej – Odpowiada za kwestie związane z rolnictwem, ochroną środowiska oraz planowaniem przestrzennym. Magdalena Jakubowska-Gniadek przewodniczy tej komisji, z Marzeną Nowakowską jako jej zastępcą.
- Komisja Budżetu i Finansów – Jej zadaniem jest monitorowanie budżetu miasta oraz jego realizacji. Małgorzata Topczewska jest przewodniczącą tej komisji, a Janina Osińska pełni funkcję wiceprzewodniczącej.
- Komisja Spraw Obywatelskich – Skupia się na sprawach związanych z bezpieczeństwem, zdrowiem, oraz opieką społeczną mieszkańców. Przewodniczącym komisji jest Dominik Krzykowski, a Magdalena Jakubowska-Gniadek jest jego zastępczynią.
- Komisja Kultury, Oświaty i Sportu – Zajmuje się tematyką edukacji, kultury, sportu i organizacji czasu wolnego dla mieszkańców
- Komisja Rozwoju Gospodarczego, Innowacji i Bezpieczeństwa – Zajmuje się zarządzaniem świadczeniami, dotacjami oraz częściowo podatkami i organami bezpieczeństwa np. policja, straż pożarna[1][2].

## Skład (IX Kadencja)

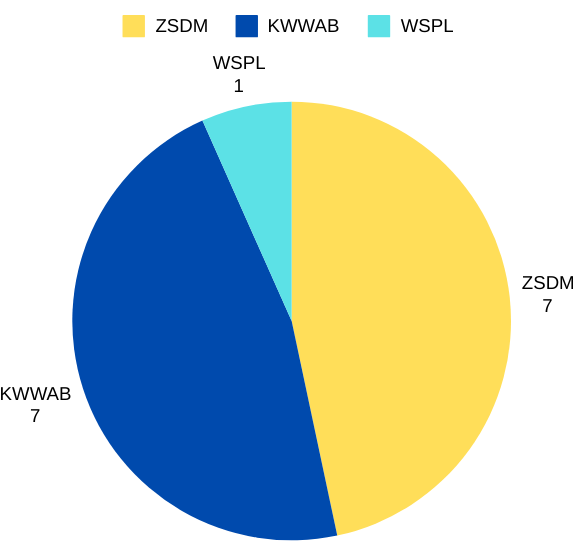
Liczba radnych Danego Komitetu (2024-2029)

Skład i funkcje danych radnych wyglądają następująco:
1. Tomasz Pszczoła (Przewodniczący Rady Miejskiej w Serocku)
2. Józef Lutomirski (Wiceprzewodniczący Rady Miejskiej w Serocku)
3. Marzena Nowakowska (Wiceprzewodnicząca Rady Miejskiej w Serocku)
4. Małgorzata Topczewska (Przewodnicząca Komisji Budżetu i Finansów)
5. Mirosława Beli (Przewodnicząca Komisji Rewizyjnej)
6. Dominik Krzykowski (Przewodniczący Komisji Spraw Obywatelskich)
7. Sławomir Czerwiński (Przewodniczący Komisji Kultury, Oświaty i Sportu)
8. Magdalena Jakubowska-Gniadek (Przewodnicząca Komisji Rolnictwa, Ochrony Środowiska i Gospodarki Przestrzennej)
9. Bożena Kalinowska (Przewodnicząca Komisji Skarg, Wniosków i Petycji)
10. Iwona Kolon-Pierzchała (Przewodnicząca Komisji Rozwoju Gospodarczego, Innowacji i Bezpieczeństwa)
11. Mariusz Kusiak (Radny)
12. Janina Osińska (Radna)
13. Aneta Rogucka (Radna)
14. Teresa Krzyczkowska (Radna)
15. Mariusz Rosiński (Radny)[3][2]

## Historia

### Średniowiecze i czasy nowożytne[4][5]
Początki Rady Miejskiej w Serocku sięgają XV wieku, kiedy to miasto uzyskało prawa miejskie w 1417 roku z nadania księcia mazowieckiego Janusza I Starszego. Pierwsze rady miejskie były niewielkimi, ale ważnymi organami składającymi się z burmistrza oraz rajców (członków rady). Rajcowie byli wybierani spośród lokalnych, zamożniejszych mieszczan, którzy zajmowali się zarządzaniem sprawami miasta. Niestety, konkretne nazwiska burmistrzów i rajców z tego okresu nie zachowały się w źródłach historycznych.

### Okres zaborów (1795–1918)[6]
Podczas zaborów, szczególnie pod panowaniem rosyjskim, rola rady miejskiej była ograniczona przez władze zaborcze. Mimo to, rada miejska wciąż pełniła funkcje administracyjne na poziomie lokalnym, choć była podporządkowana administracji zaborczej. Z tego okresu zachowały się niektóre dokumenty dotyczące działalności rady, ale szczegóły dotyczące personaliów są skąpe.

### Dwudziestolecie międzywojenne (1918–1939)[5][7]
Po odzyskaniu niepodległości przez Polskę w 1918 roku, Rada Miejska w Serocku odzyskała pełne uprawnienia. W tym okresie miasto, pod kierownictwem rady, zajmowało się odbudową infrastruktury, rozwojem gospodarki oraz organizacją życia społecznego. Rada składała się z burmistrza oraz radnych, którzy byli wybierani przez mieszkańców.
W latach 20. i 30. XX wieku, jednym z ważniejszych burmistrzów Serocka był Kazimierz Bieliński, który był znany ze swojej działalności na rzecz rozwoju infrastruktury miejskiej. Pod jego kierownictwem realizowano szereg inwestycji, w tym budowę nowych dróg i obiektów użyteczności publicznej.

### Okres PRL (1945–1989)[5]
Po II wojnie światowej, w okresie PRL, funkcjonowanie miejskiej rady narodowej było ograniczone przez centralizację władzy. Miejska rada narodowa w Serocku, podobnie jak w innych miastach Polski, działała w ramach systemu, gdzie większość decyzji była narzucana przez władze centralne. Rola rady była w dużej mierze symboliczna, ale niektóre sprawy lokalne, takie jak zarządzanie mieniem komunalnym, były wciąż w jej gestii.
W okresie PRL funkcję przewodniczącego rady miasta pełnił m.in. Władysław Kaczmarek, który był zaangażowany w lokalne inicjatywy społeczne, choć jego rola była ograniczona przez struktury partyjne.

### Lista Przewodniczących i Wiceprzewodniczących Radzie Miejskiej

#### I Kadencja (1990-1994)[8]
1. Małgorzata Kuźniewicz-Czerko (Przewodnicząca Rady Miejskiej w Serocku)
2. Piotr Ślaziński (Wiceprzewodniczący Rady Miejskiej w Serocku)
3. Eugeniusz Stępień (Wiceprzewodniczący Rady Miejskiej w Serocku)

#### II Kadencja (1994-1998)[9]
1. Sławomir Jakubczak (Przewodniczący Rady Miejskiej w Serocku)
2. Witold Korneszczuk (Wiceprzewodniczący Rady Miejskiej w Serocku)
3. Zofia Raczkowska (Wiceprzewodnicząca Rady Miejskiej w Serocku)

#### III Kadencja (1998-2002)[10]
1. Sławomir Jakubczak (Przewodniczący Rady Miejskiej w Serocku)
2. Józef Wiesław Miłosz (Wiceprzewodniczący Rady Miejskiej w Serocku)
3. Ewa Zając (Wiceprzewodnicząca Rady Miejskiej w Serocku)

#### IV Kadencja (2002-2006)[11]
1. Sławomir Osiwała (Przewodniczący Rady Miejskiej w Serocku)
2. Artur Borkowski (Wiceprzewodniczący Rady Miejskiej w Serocku)

#### V Kadencja (2006-2010)[12]
1. Artur Borkowski (Przewodniczący Rady Miejskiej w Serocku)
2. Józef Lutomirski (Wiceprzewodniczący Rady Miejskiej w Serocku)

#### VI Kadencja (2010-2014)[13]
1. Artur Borkowski (Przewodniczący Rady Miejskiej w Serocku)
2. Józef Lutomirski (Wiceprzewodniczący Rady Miejskiej w Serocku)
3. Mirosław Pakuła (Wiceprzewodniczący Rady Miejskiej w Serocku)
4. Agnieszka Oktaba (Wiceprzewodnicząca Rady Miejskiej w Serocku)

#### VII Kadencja (2014-2018)[14]
1. Artur Borkowski (Przewodniczący Rady Miejskiej w Serocku)
2. Józef Lutomirski (Wiceprzewodniczący Rady Miejskiej w Serocku)
3. Agnieszka Oktaba (Wiceprzewodnicząca Rady Miejskiej w Serocku)

#### VIII Kadencja (2018-2024)[15]
1. Mariusz Rosiński (Przewodniczący Rady Miejskiej w Serocku)
2. Józef Lutomiorski (Wiceprzewodniczący Rady Miejskiej w Serocku)
3. Marek Biliński (Wiceprzewodniczący Rady Miejskiej w Serocku)

#### IX Kadencja (2024-2029)[3]
1. Tomasz Pszczoła (Przewodniczący Rady Miejskiej w Serocku)
2. Józef Lutomirski (Wiceprzewodniczący Rady Miejskiej w Serocku)
3. Marzena Nowakowska (Wiceprzewodnicząca Rady Miejskiej w Serocku)